# Bamra discalis
Bamra discalis là một loài bướm đêm trong họ Noctuidae.